# Cachaça Sapucaia

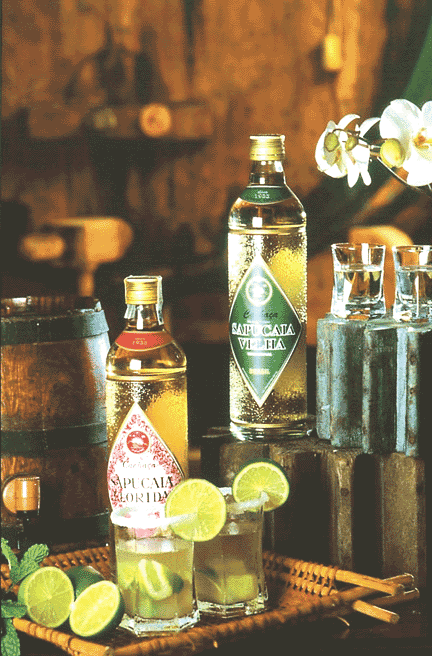
Caipirinha und Cachaça-Flaschen

Cachaça Sapucaia (besser Cachaça Sapucaia Velha) ist eine Cachaça-Marke, die in Pindamonhangaba, Brasilien, produziert wird.

## Etymologie
Der Name Sapucaia entstammt dem Regenwaldbaum Sapucaia.

## Geschichte

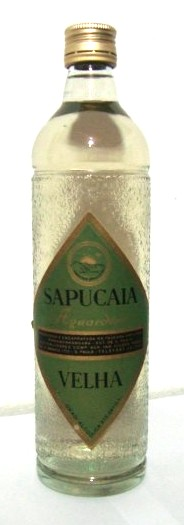
Originalflasche aus dem Jahr 1933

1933 gründete  Cicero Prado die Destillerie Sapucaia  in der Stadt Pindamonhangaba (São Paulo) gezielt für den Export. Sapucaia ist damit eines der ältesten Unternehmen in der Region.

## Marken
Die Sapucaia umfasst die Marken:
- Sapucaia Real: Carvalho 40,5 % vol.
- Sapucaia Reserva da Familia: Carvalho 40,5 % vol.
- Sapucaia Florida Cristal: Amendoim 40,5 % vol.
- Sapucaia Florida Ouro: Amendoim 40,5 % vol.
- Senzala: 40 %
- Quizumba 40 %

## Auszeichnungen
- Cachaça Sapucaia wurde 2007[2] und im Jahr 2009[3] im Cachaça-Ranking der brasilianischen Ausgabe des Playboy-Magazins zu einem der besten Cachaças Brasiliens gewählt.
- Revista Playboy Argentina em 2010[4]
- Concurso de Cachaça de Qualidade da UNESP Araraquara-SP[5][6]